# ۵۴۴ (خورشیدی)
۵۴۴ پانصد و چهل و چهارمین سال هجری خورشیدی است.